# Facultad de Ingeniería (UNNE)
La Facultad de Ingeniería de la Universidad Nacional del Nordeste (UNNE) es un establecimiento de nivel superior, público, gratuito y estatal, dependiente del Estado argentino. La Facultad de Ingeniería se originó en 1957 como la Escuela de Ingeniería Civil de la Universidad Nacional del Nordeste. Está ubicada dentro del campus de Resistencia (Av. Las Heras 727).

## Historia
La Escuela de Ingeniería Civil de la UNNE nació en 1957 como respuesta a la necesidad de formar profesionales para atender el desarrollo de infraestructura en la región. Impulsada por ciudadanos chaqueños y respaldada por autoridades universitarias, su creación formal se concretó mediante la Resolución N.º 237 del Consejo Superior de la UNNE. En 1959, inició sus actividades bajo la dirección del agrimensor Marcos Rodolfo Marangunic, marcando el comienzo de una institución que ha formado a miles de ingenieros.
En 1967, la escuela celebró la graduación de sus primeros ingenieros civiles, consolidando su impacto en la región. Con el tiempo, la Facultad de Ingeniería se ha integrado al ámbito académico, generando programas de grado y posgrado, y colaborando en proyectos científicos nacionales e internacionales.
Para el año 1973, se desdobla la Facultad de Ingeniería, Vivienda y Planeamiento a través de la resolución 1559/73 siendo Rector Omar Abujal dando lugar a la conformación de la Facultad de Ingeniería y la Facultad de Arquitectura y Urbanismo. A partir de 1980, el Instituto de Vivienda donó a la Facultad el predio Campus de la Reforma Universitaria donde se encuentran el Túnel de viento "Jacek Gorecki", la residencia estudiantil y el Edificio de Mecánica.

## Departamentos, institutos y carreras
Está conformada por los departamentos e institutos de:
- Departamento de Construcción
- Departamento de Economía, Organización y Legislación
- Departamento de Electricidad y Electrónica
- Departamento de Física – Química
- Departamento de Geociencias Aplicadas
- Departamento de Hidráulica
- Departamento de Matemática
- Departamento de Mecánica
- Departamento de Mecánica Aplicada
- Departamento de Termodinámica y Máquinas Térmicas
- Departamento de Vías de Comunicación
- Instituto de Estabilidad
- Instituto de  Matemática

En esta facultad se puede acceder a la carrera de pregrado Tecnicatura Universitaria en Informática y a las carreras de grado: ingeniería mecánica, civil y electromecánica. Posgrados: Maestría en Ciencias de la Ingeniería, Doctorado de la Universidad Nacional del Nordeste en el Área de la Ingeniería. Además se realizan las especializaciones en: Automatización industrial, Gerenciamiento de empresas constructoras y de servicios, Ingeniería ambiental. A partir del año 2024, se aprobó la creación de la Carrera Ingeniería Biomédica por el Consejo Superior de la Universidad y la Comisión Nacional de Evaluación y Acreditación Universitaria (CONEAU).
Adicionalmente están, la Diplomatura Superior en Construcción en Madera, Cursos de Posgrado: Metodología de la Investigación; Peritaje. Teoría y Práctica.
|    | Decanos                           | Años      |
| -- | --------------------------------- | --------- |
| 1  | Arq. Raúl González Capdevila      | 1960-1964 |
| 2  | Prof. Héctor E. Tamburini         | 1964-1968 |
| 3  | Miguel F. Villar                  | 1968-1969 |
| 4  | Ing. Emilio García Solá           | 1969-1970 |
| 5  | Prof. Héctor E. Tamburini         | 1970-1973 |
| 6  | Ing. Omar Abujall                 | 1973-1974 |
| 7  | Ing. Arturo F. Aeberhard          | 1974-1975 |
| 8  | Ing. Omar Abujall                 | 1975-1976 |
| 9  | Dr. Ing. Mario B. Natalini        | 1976-1984 |
| 10 | Ing. Jorge D. Guinea              | 1984-1985 |
| 11 | Ing. Jorge R. Bernal              | 1985-1986 |
| 12 | Prof. Antonio B. Mahave           | 1986-1990 |
| 13 | Dr. Ing. Mario B. Natalini        | 1990-2002 |
| 14 | Ing. Gustavo H. Devincenzi        | 2002-2006 |
| 15 | Dr. Ing. Jorge V. Pilar           | 2006-2014 |
| 16 | Ing. José Leandro Basterra        | 2014-2022 |
| 17 | Dr. Ing. Mario Eduardo De Bortoli | 2022 -    |

## Investigación y producción científica
En la Facultad funcionan varios grupos de investigación multidisciplinarios que estudian, trabajan e investigan temas principalmente referidos a las energías no convencionales, mecánica computacional, construcciones y aerodinámica aplicada. En estos grupos hay ingenieros mecánicos y electromecánicos, licenciados en física y matemáticas, así como también algunos colaboradores externos en el área de la Arquitectura, la Ingeniería Civil, la automatización, entre otros. También colaboran alumnos, becarios, secretarios, laboratoristas y  mecánicos.

## Biblioteca de la Facultad de Ingeniería “Sr. Darío Tortosa”
La Biblioteca de la Facultad de Ingeniería es una biblioteca universitaria que se originó como parte del Departamento de Estabilidad. Está ubicada en el campus de Resistencia (Av. Las Heras 727) de la Universidad Nacional del Nordeste en la Facultad de Ingeniería, en 2023 se trasladó a un nuevo espacio dentro del mismo campus.

### Historia
En 1962, se crea el Departamento de Estabilidad, por iniciativa del Dr. Ingeniero Mario Bruno Natalini y se inició la adquisición de libros para el apoyo a los estudiantes, becarios e investigadores, así se conforma, una colección especializada ordenada con un sistema creado por el mismo ingeniero.
En el año 2004 se conforma oficialmente como biblioteca universitaria y se integra dentro de la Red de Bibliotecas de la UNNE. Por Resolución Nº 298/06 del CD se crea la Biblioteca Central de la Facultad de Ingeniería, y mediante la Resolución Nº 271/07 del CD en el mes de abril del año 2007, se concreta la afectación del personal no docente existente y sus funciones como así también el lugar físico a ocupar momentáneamente. En el año 2016, se le asigna el nombre “Sr. Darío Tortosa” quien fue su primer director (Resolución n.º 358/16 del CD), desde el año 2020 la biblioteca lleva la nueva denominación “Biblioteca de la Facultad de Ingeniería Sr. Darío Tortosa” (Resolución n.º 079/20 del CD).
La biblioteca de la Facultad de Ingeniería, ubicada en Av. Las Heras 727, campus Resistencia en la Facultad de Ingeniería en el 1er. piso, en el 2023 se cambió de espacio al ex Bar de Ingeniería.

### Colecciones, salas, recursos y servicios
La biblioteca pone a disposición de sus usuarios una variedad de servicios orientados al acceso y manejo de la información. Asimismo, se realizan préstamos a domicilio y en sala de lectura, reservas, renovaciones y préstamos interbibliotecarios. Los usuarios pueden consultar el catálogo en línea (OPAC) o en formato impreso, acceder a una hemeroteca con revistas y solicitar búsquedas bibliográficas, artículos científicos y documentos electrónicos.
En el ámbito de apoyo a la docencia e investigación, la biblioteca permite la solicitud de compra de bibliografía, la elaboración de bibliografías y el acceso a la Biblioteca Electrónica de Ciencia y Tecnología (BECyT). También se desarrollan actividades como exposiciones bibliográficas, visitas guiadas y difusión de servicios en redes sociales. La atención al usuario incluye asesorías virtuales, servicios de referencia e información bibliográfica, además de actividades de formación de usuarios.